# Edward Heinemann
Edward Heinemann, född 14 mars 1908 i Saginaw, Michigan, USA död 26 november 1991, var en amerikansk ingenjör och flygplanskonstruktör vid Douglas Aircraft. Han konstruerade bland annat störtbombaren SBD Dauntless och attackflygplanen A-26 Invader, A-1 Skyraider och A-4 Skyhawk. Han har tilldelats National Medal of Science för sitt arbete och har även fått ett eget pris, ”Edward H. Heinemann Award” uppkallat efter sig.

## Biografi
Heinemann föddes i Saginaw, Michigan, men flyttade med sin familj till Kalifornien som pojke och växte upp i Los Angeles. Som självlärd ingenjör, började han 1926 arbeta vid Douglas Aircraft som ritare, men avskedades efter ett år. Efter några korta anställningar på International Aircraft, Moreland Aircraft och Northrop Corporation, återgick Heinemann till Douglas efter att detta företag hade förvärvat Northrop. Heinemann blev 1936 chefsingenjör vid Douglas. Han stannade kvar med företaget till 1960, då han lämnade för att börja vid Guidance Technology. År 1962 anslöt han sig till General Dynamics som teknisk direktör. I denna position övervakade han utvecklingen av F-16. Han gick i pension 1973.
Den berömde flygplanskonstruktören Burt Rutan nämnde Heinemann som en av de ledande flygpionjärerna som hade inspirerat honom att bli flyg- och rymdingenjör. Hans inställning till konstruktion av flygplan var okomplicerad. En gång sade han att han helt enkelt tog den mest kraftfulla motor som fanns tillgänglig och utformade flygplanet kring den.

## Flygplansmodeller
Under sin långa karriär på Douglas konstruerade Heinemann mer än 20 stridsflygplan, främst för den amerikanska marinen, varav flera som blev legendariska i flyghistorien. Bland annat följande flygplanstyper tillkom under hans ledning:
- Douglas SBD Dauntless, störtbombare
- Douglas A-20 Havoc, lätt bombplan / attackflygplan
- Douglas A-26 Invader, lätt bombplan / attackflygplan
- Douglas A-1 Skyraider, attackflygplan
- Douglas A-3 Skywarrior, bombflygplan[5]
- Douglas A-4 Skyhawk, attackflygplan
- Douglas F3D Skyknight, nattjaktflygplan
- Douglas F4D Skyray, jaktflygplan
- Douglas Skystreak och Douglas Skyrocket forskningsflygplan.

Ett av det första flygplanen att vara utformade av Heinemann var Moreland M-1 Trainer av 1929. På grund av lågkonjunkturen 1929 såldes endast ett litet antal innan företaget upphörde med försäljningen 1933.

## Utmärkelser
Under sin karriär tilldelades Heinemann följande utmärkelser:
- 1953 : Collier Trophy (för F4D Skyray )
- 1978 : Guggenheim-medaljen
- 1981 : National Aviation Hall of Fame
- 1982 : International Air & Space Hall of Fame[7]
- 1983 : National Medal of Science

Naval Air Systems Command tilldelar Edward H. Heinemann Award varje år till en person eller grupp som ger ett betydande bidrag till flygplanens utformning.